# Fußball-Ozeanienmeisterschaft der Frauen 2003
Die Fußball-Ozeanienmeisterschaft der Frauen 2003 (engl.: OFC Women’s Nations Cup) war die siebte Ausspielung einer ozeanischen Kontinentalmeisterschaft im Frauenfußball und fand in der Zeit vom 5. bis 13. April 2003 im Belconnen Soccer Centre in Canberra zum dritten Mal in Australien statt. Neben Gastgeber Australien nahmen mit Debütant Cookinseln, Neuseeland, Papua-Neuguinea und Samoa fünf Mannschaften am Turnier teil, nachdem im Vorfeld bereits Amerikanisch-Samoa, Fidschi, Tahiti, Tonga und Vanuatu abgesagt hatten. Das Turnier galt gleichzeitig als Qualifikation der Ozeanienzone für die Fußball-Weltmeisterschaft der Frauen 2003. Gespielt wurde in einer einfachen Runde Jeder gegen Jeden.
Gastgeber Australien wurde Gruppensieger und zum dritten Mal Ozeanienmeister im Frauenfußball und qualifizierte sich damit als Vertreter Ozeaniens für die Fußball-Weltmeisterschaft der Frauen 2003 in den USA.

## Endrunde
| Pl. | Land            | Sp. | S | U | N | Tore    | Diff. | Punkte |
| --- | --------------- | --- | - | - | - | ------- | ----- | ------ |
| 1.  | Australien      | 4   | 4 | 0 | 0 | 045:000 | +45   | 12     |
| 2.  | Neuseeland      | 4   | 3 | 0 | 1 | 029:200 | +27   | 09     |
| 3.  | Papua-Neuguinea | 4   | 2 | 0 | 2 | 010:210 | −11   | 06     |
| 4.  | Samoa           | 4   | 1 | 0 | 3 | 003:390 | −36   | 03     |
| 5.  | Cookinseln      | 4   | 0 | 0 | 4 | 001:260 | −25   | 0      |

|                 |   |                 |             |
| 5. April 2003   |   |                 |             |
| Cookinseln      | – | Papua-Neuguinea | 1:5 (1:4)   |
| Australien      | – | Samoa           | 19:0 (6:0)  |
| 7. April 2003   |   |                 |             |
| Australien      | – | Cookinseln      | 11:0 (5:0)  |
| Samoa           | – | Neuseeland      | 0:15 (0:10) |
| 9. April 2003   |   |                 |             |
| Cookinseln      | – | Neuseeland      | 0:9 (0:5)   |
| Australien      | – | Papua-Neuguinea | 13:0 (4:0)  |
| 11. April 2003  |   |                 |             |
| Papua-Neuguinea | – | Neuseeland      | 0:5 (0:2)   |
| Cookinseln      | – | Samoa           | 0:1 (0:0)   |
| 13. April 2003  |   |                 |             |
| Papua-Neuguinea | – | Samoa           | 5:2 (2:0)   |
| Australien      | – | Neuseeland      | 2:0 (1:0)   |

## Beste Torschützinnen
| Rang | Spielerin         | Tore |
| ---- | ----------------- | ---- |
| 1    | Maia Jackman      | 10   |
| 2    | April Mann        | 8    |
| 3    | Nicola Smith      | 7    |
| 4    | Kelly Golebiowski | 6    |
|      | Joanne Peters     | 6    |
| 6    | Simone Ferrara    | 5    |
| 7    | Heather Garriock  | 4    |
|      | Danielle Small    | 4    |

## Schiedsrichter
- Tammy Ogston
- Krystyna Szokolai
- Rajendra Singh
- Joakim Salaiau Sosongan